# Perarella
Perarella är ett släkte av nässeldjur. Perarella ingår i familjen Cytaeididae.
Kladogram enligt Catalogue of Life:
| Perarella | \| \| Perarella abyssicola \| \| \| \| \| \| Perarella affinis \| \| \| \| \| \| Perarella clavata \| \| \| \| \| \| Perarella fallax \| \| \| \| \| \| Perarella parastichopae \| \| \| \| \| \| Perarella propagulata \| \| \| \| \| \| Perarella schneideri \| \| \| \| \| \| Perarella spongicola \| \| \| \| |
|           | \| \| Perarella abyssicola \| \| \| \| \| \| Perarella affinis \| \| \| \| \| \| Perarella clavata \| \| \| \| \| \| Perarella fallax \| \| \| \| \| \| Perarella parastichopae \| \| \| \| \| \| Perarella propagulata \| \| \| \| \| \| Perarella schneideri \| \| \| \| \| \| Perarella spongicola \| \| \| \| |
|           | Cytaeis |
|           | |
|           | Paracytaeis |
|           | |
|           | Stylactella |
|           | |
|           | Perarella abyssicola |
|           | |
|           | Perarella affinis |
|           | |
|           | Perarella clavata |
|           | |
|           | Perarella fallax |
|           | |
|           | Perarella parastichopae |
|           | |
|           | Perarella propagulata |
|           | |
|           | Perarella schneideri |
|           | |
|           | Perarella spongicola |
|           | |

|  | Perarella abyssicola    |
|  |                         |
|  | Perarella affinis       |
|  |                         |
|  | Perarella clavata       |
|  |                         |
|  | Perarella fallax        |
|  |                         |
|  | Perarella parastichopae |
|  |                         |
|  | Perarella propagulata   |
|  |                         |
|  | Perarella schneideri    |
|  |                         |
|  | Perarella spongicola    |
|  |                         |